# Marigny (Jura)
 Marigny  es una población y comuna francesa, situada en la región del Franco Condado, departamento de Jura, en el distrito de Lons-le-Saunier y cantón de Clairvaux-les-Lacs.

## Demografía
| 162 | 149 | 125 | 126 | 153 | 174 |
| Para los censos de 1962 a 1999 la población legal corresponde a la población sin duplicidades (Fuente: INSEE [Consultar]) |     |     |     |     |     |